# Escuela Moorim
Escuela Moorim (en hangul, 무림학교; en hanja, 武林學校; romanización revisada, Moorim hakgyo) es una serie de televisión de fantasía surcoreana emitida originalmente durante 2016 acerca de una secreta escuela alternativa donde asisten jóvenes con diversas capacidades para generar el bien en el planeta Tierra, enfocándose en la enseñanza de artes marciales.
Es protagonizada por Lee Hyun Woo anteriormente conocido por To The Beautiful You, Lee Hong Bin integrante de la banda VIXX, Seo Ye Ji por su papel en Last y Jung Yoo Jin en Heard It Through the Grapevine. Fue transmitida por KBS 2TV desde el 11 de enero hasta el 8 de marzo de 2016, con una extensión de 16 episodios emitidos cada lunes y martes las 21:55 (KST).

## Argumento
En la escuela Moorim, enseñan virtudes a los estudiantes, incluyendo la honestidad, la fe, el sacrificio, la comunicación. No solo basándose en las calificaciones académicas, sino en la convivencia adecuada, mientras los profesores y alumnos de la escuela provienen de diferentes países y cada uno tiene sus propias historias que contar.

## Sinopsis
Las historias opuestas, de la celebridad Hallyu, Yoon Shi Woo (Lee Hyun Woo) y el heredero del grupo más grande de Shanghái Wang Chi Ang (Lee Hong Bin), se ven entrelazadas al ingresar a la escuela Moorim. Por un lado Shi Woo ingresa ya que luego de una modesta vida sin padres, se convierte en famoso por su talento, pero al paso del tiempo comienza a descontrolarse por su fama, ante esto el CEO de su agencia decide iniciar un escándalo para quitarlo de la opinión pública debido a sus escándalos. En medio de la situación que había preparado el CEO y Hwang Sun Ah (Jung Yoo-jin), para enviar al suelo su carrera y hacerlo reaccionar, Shi Woo es ayudado por Shim Soon Duk (Seo Ye Ji) que se encontraba repartiendo pollo frito en una moto, como uno de sus múltiples trabajos de medio tiempo. Shi Woo escapa, pero Soon Duk es acosada por periodistas que le piden una entrevista, la cual ella accede, dejando en una incomoda posición a Shi Woo.
Chi Ang es un chico arrogante de nacionalidad China y debido a su mal comportamiento es enviado por sus millonarios padres a Moorim, pero decide escapar y accidentalmente cae al mar, sin probabilidades de sobrevivir ya que no sabe nadar, en ese mismo momento Soon Duk se encontraba bajo el océano tratando de buscar peces para cocinar, y lo salva. Soon Duk encanta a Chi Ang, quien agradecido por su actuar y belleza, decide ir a Moorim, tras enterarse de que ella igual asiste en esa escuela. Shi Woo ante no tener más opción, decide ir a Moorim y en un confuso incidente junto a Chi Ang logran romper la barrera que separa el mundo real de Moorim, una vez allí son recibidos por el director Hwang Moo Song (Shin Hyun Joon) junto a los demás integrantes. Al pasar el tiempo diferentes conflictos se desarrollan pero se dan cuenta de que solo ellos por sí mismos son culpables de sus propios problemas.

## Reparto

### Personajes principales
- Lee Hyun Woo como Yoon Shi Woo.
- Seo Ye Ji como Shim Soon Duk.
- Lee Hong Bin como Wang Chi Ang.
- Jung Yoo-jin como Hwang Sun Ah.
- Shin Hyun Joon como Hwang Moo Song.

### Personajes secundarios
Profesores
- Jang Gwang como Bup-gong.
- Jung Hee-tae como Kim Dae Ho.[6]
- Kan Mi Yun como Yoo Di.
- Daniel Lindemann como Daniel.
- Sam Okyere como Sam.

Estudiantes
- Alexander Lee como Yup Jung.
- Han Geun Sub como Choi Ho.
- Park Sin Woo como Ko Sang Man.
- Supasit Chinvinijkul (Pop) como Nadet.
- Z.Hera como Jenny Oh.
- Shannon Williams como Shannon.
- Han Jong Yeong como Dong Gu

Fiesta de Juk Pong
- Shin Sung Woo como Chae Yoon.
- Nan Nan como Luna.

Relacionados con Soon Duk
- Lee Moon-sik como Shim Bong-san.
- Hong Ji Min como Ko Bang Duk.

Relacionados con Chi Ang
- Lee Beom-soo como Wang Hao.
- Hwang In Young como Kang Baek Ji.

### Otros personajes
- Lee Chang como PD Jung.
- Kim Seung Ok como CEO.
- Kim Jin Chul.
- Ha Kyung.
- Kim Peter.
- Ko Kyu-pil.
- Kim Jin Soo.

### Apariciones especiales
- Choi Jin-ho como Kim Dae-sung (ep. #4)

## Emisión internacional
- Canadá: All TV (2016).
- Hong Kong: Viu.